# 潘兆初
潘兆初（英語：Jeremy Poon Shiu-chor，1962年2月2日—），出生於香港，是香港高等法院首席法官兼上訴法庭庭長，港版國安法指定法官。他曾任香港高等法院上訴法庭法官及原訟法庭法官等職。2019年12月13日，香港特別行政區行政長官林鄭月娥按司法人員推薦委員會的推薦，並徵得立法會同意，任命他成為高等法院首席法官，接替已於2018年10月25日升任終審法院常任法官的張舉能。潘於2019年12月18日就職。

## 司法生涯
潘兆初在1979年畢業鄧肇堅維多利亞官立中學於中五年級，1985年取得香港大學法學士學位，1986年完成法學專業證書及成為大律師。後來於1987年修畢倫敦大學法學碩士課程，1988年至1993年作私人執業律師。

### 重奪公民廣場案
潘兆初曾審議重奪公民廣場案，並重判黃之鋒、羅冠聰及周永康監禁。他在判辭中認為三人並非因示威或言論而被定罪，而是因行為「僭越了法律的界線」。而後三人於終審法院上訴，推翻潘兆初的裁決。

### 暫緩執行禁蒙面法違憲裁決
高等法院裁定禁蒙面法違憲後，潘兆初出于司法独立批准對禁蒙面法及緊急法「暫緩執行裁決」12日，使至12月10日才失效。提出違憲審查的24名民主派立法會議員指出違憲的條例不應繼續生效，亦批抨上訴庭僅以書面通知，未經聆訊便「自動頒下」暫緩執行令，剝奪了他們陳述反對理據的權利。
資深大律師李志喜及港大法律學院首席講師張達明批抨暫緩執行裁決會引致法律上出現混亂情況：法庭一方面容許警方繼續非法拘捕市民，另一方面無理被捕的市民又可申請人身保護令而獲釋，並可因非法拘捕向警方提出民事索償。

### 萬聖節拋麻包袋案
一名24歲侍應，因於2019年10月31日萬聖節，於中環的反禁蒙面法集會中，在人群前拋下一個麻包袋，被控非法集結罪成，於東區法院被判120小時社會服務令。但因律政司覆核其刑期，以潘為首的三名法官一致以原審量刑過輕為由，把被告改判三個月監禁。

### 612集會刑期覆核案
2019年6月12日反對逃犯修訂條例集會中，被控告非法集結的33歲商人庾家駒，原在2020年6月於東區法院判罪成兼判監14日。但是，因律政司上訴至上訴庭覆核刑期，而三名負責審理的法官，即潘兆初、彭偉昌和潘敏琦在聽完兩方陳詞後，直指原審裁判官犯下原則性錯誤，認為以3星期作量刑太輕，不能反映案件嚴重性。故此，以潘為首的三人把量刑改以12個月作起點，令被告由監禁14日，大幅加刑至7個月監禁。

## 個人生活
潘兆初已婚，育有兩名兒子。